# Джалал-Абадский кантон
Джалал-Абадский кантон (Джаляль-Абадский) — административно-территориальная единица Киргизской АССР, существовавшая в 1926—1928 годах. Центр — город Джалал-Абад. В 1928 году был включён в состав Ошского округа.
В кантон входили город Джалал-Абад и 9 волостей:
- Аимская. 8 сельсоветов, 28 населённых пунктов, 21 632 жителя.
- Базар-Курганская. 16 сельсоветов, 77 населённых пунктов, 30 868 жителей.
- Джаляль-Абадская. 5 сельсоветов, 43 населённых пункта, 19 261 житель.
- Кетмень-Тюбинская. 15 сельсоветов, 183 населённых пункта, 30 681 житель.
- Кугартская. 24 сельсовета, 101 населённый пункт, 33 981 житель.
- Кызыл-Джарская. 10 сельсоветов, 179 населённых пунктов, 17 209 жителей.
- Майкентская. 10 сельсоветов, 59 населённых пункта, 17 078 жителей.
- Чаначская. 9 сельсоветов, 64 населённых пункта, 16 024 жителя.
- Чаткальская. 8 сельсоветов, 86 населённых пунктов, 11 269 жителей.

По данным на 1926 год население кантона — 207,5 тыс. чел. (из них киргизы 148,2 тыс., узбеки 44,6 тыс., русские 7,0 тыс., украинцы 3,7 тыс.)